# رجینا راسل
رجینا راسل (انگلیسی: Regina Russell؛ زاده ۲ اوت ۱۹۶۵) یک بازیگر، کارگردان و تهیه‌کننده اهل آمریکا است.